# 愛されるために、ここにいる
愛されるために、ここにいる（あいされるためにここにいる、Je ne suis pas là pour être aimé）は2005年のフランス映画。フランスで小規模に公開されたが話題を呼び、半年以上のロングランを記録したドラマ。セザール賞にて3部門ノミネート。

## ストーリー
50歳を迎えたジャン＝クロードは、司法執行官という仕事にも嫌気が差しており、施設にいる年老いた父親や、離婚した妻との間の一人息子との関係もぎくしゃくし、孤独を感じる日々を送っていた。ある日、医者から健康のために運動することを薦められ、職場の向かいのビルで行われているタンゴのレッスンを受けることにする。
初めてのレッスンからの帰り道、ジャン＝クロードはフランソワーズという若い女性に声をかけられる。彼女は子供のころジャン＝クロードの近所に住んでいたといい、意外な再会に二人は打ち解けた雰囲気になってゆく。
ジャン＝クロードとフランソワーズはレッスンの度に踊るようになり、徐々に惹かれあう。しかし、フランソワーズは自分が結婚間近であり、結婚式で踊るためにレッスンを受けていることをジャン＝クロードに隠していた。

## キャスト
- ジャン＝クロード・デルサール - パトリック・シェネ： 父の執行官事務所を継いでいる。
- フランスワーズ・リュビオン - アンヌ・コンシニ： 子供の頃の愛称はファンファン。
- ジャン＝クロードの父親 - ジョルジュ・ウィルソン： 偏屈な老人。
- ティエリー - リオネル・アベランスキ： フランスワーズの婚約者。小説を書くことで頭がいっぱい。
- ジャン＝クロードの息子 - シリル・クトン： 司法執行官の仕事を辞めたがっている。